# Phalacrocorax nigrogularis
Il cormorano di Socotra (Phalacrocorax nigrogularis Ogilvie-Grant e H. O. Forbes, 1899) è un uccello appartenente alla famiglia dei Falacrocoracidi diffuso nel golfo Persico.

## Descrizione
Lungo circa 80 cm, presenta piumaggio scuro e, in livrea nuziale, qualche piuma biancastra dietro l'occhio.

## Distribuzione e habitat
Vive nel golfo Persico.